# Socha svatého Jana Nepomuckého (Nový Bydžov, kostel)
Socha svatého Jana Nepomuckého se nalézá kostela svatého Vavřince ve městě Nový Bydžov v okrese Hradec Králové. Původní umístění sochy bylo v Hradební ulici na Svatojánském plácku, kde však roku 1983 došlo k jejímu poškození a socha byla na řadu let uložena v muzeu. Barokní pískovcová socha z roku 1749 od neznámého autora je chráněna jako kulturní památka ČR. Národní památkový ústav tuto sochu uvádí v katalogu památek pod rejstříkovým číslem ÚSKP 22967/6-675.

## Popis
Socha svatého Jana Nepomuckého stojí na ploché pískovcové základně na vysoký podstavci. Pata podstavce je třikrát odstupňovaná, střední část je v podobě vázy s kanelováním a završen je čtyřikrát odstupňovanou římsou. 
Na ní pilíř završený profilovanou římsou, ozdobený po stranách výraznými volutami se střapci v podobě liliových květů. Na čelní stěně pilíře pod římsou je pasparta s nápisem EX / VOTO / S: A: N: / A 1749 / dne 12IU / NIJ. Na zadní stěně pilíře nápis OBNOVENO 1926. 
Socha světce v tradičním ikonografickém pojetí představuje stojícího světce oděného v kanovnickém rouchu s biretem na hlavě a vykročenou pravou nohou. Pravá ruka je pokrčená, ve výši prsou drží v náručí krucifix s dříkem položeným na břiše, kde jej přidržuje levou rukou. 